# رایسا آوانسیان
رایسا آوانسیان (ارمنی: Ռաիսա Ավանեսյան؛ انگلیسی: Raisa Avanessian زادهٔ ۱۲ نوامبر ۱۹۸۸) خواننده، ارمنی‌تبار اهل ایران است که در های سوپراستار به رقابت پرداخت.

## زندگی‌نامه
وی در ۱۲ نوامبر ۱۹۸۸ در تهران به دنیا آمد .  ملانی آوانسیان خواهر وی می‌باشد.